# Švýcarsko na Hopmanově poháru
Švýcarsko na Hopmanově poháru startovalo celkově dvanáctkrát, poprvé v jeho třetím ročníku roku 1991 a naposledy v roce 2019.
Nejlepším výsledkem družstva jsou čtyři turnajová vítězství. První z nich Švýcaři vybojovali v roce 1992. Zasloužila se o něj dvojice Manuela Malejevová-Fragnierová a Jakob Hlasek po finálové výhře 2–1 nad Československem. Druhý titul přidali roku 2001, kdy členy vítězného týmu byli Martina Hingisová a Roger Federer. Ve finále přehráli Spojené státy poměrem 2–1.
Třetí perthský triumf následoval na Hopman Cupu 2018, do něhož nastoupili Roger Federer s Belindou Bencicovou. Finálový duel proti německému družstvu, reprezentovanému Angelique Kerberovou a Alexandrem Zverevem rozhodla až závěrečná smíšená čtyřhra ve prospěch Švýcarů. Federer tak překonal rekord dvanáctiletého rozpětí mezi dvěma tituly Španělky Arantxy Sánchezové Vicariové, když druhou perthskou trofej vybojoval po sedmnácti letech. Na turnaji přitom startoval po boku třech tenistek se slovenskými kořeny, Hingisovou, Vavrinecovou a Bencicovou.
Finále 2019 představovalo reprízu rok starého souboje, když v něm opět Federer s Bencicovou porazili německé reprezentanty Alexandra Zvereva s Kerberovou 2–1 na zápasy až díky závěrečnému mixu. V tiebreaku třetí, rozhodující, sady smíšené čtyřhry nevyužili Němci za stavu míčů 4:3 mečbol. 37letý Federer se stal prvním účastníkem Hopman Cupu s třemi turnajovými vítězstvími a  zemi helvetského kříže připadl čtvrtý titul.
Jako poražený finalista odešlo Švýcarsko ve složení Martina Hingisová a Marc Rosset roku 1996, když pár nestačil na první nasazené Chorvatsko, jehož tým tvořili Iva Majoliová a Goran Ivanišević.

## Tenisté
Tabulka uvádí seznam švýcarských tenistů, kteří reprezentovali stát na Hopmanově poháru.
| Jméno                         | Celkem | Dvouhra | Čtyřhra | Poprvé | Startů |
| ----------------------------- | ------ | ------- | ------- | ------ | ------ |
| Belinda Bencicová             | 15–7   | 6–5     | 9–2     | 2017   | 3      |
| Roger Federer                 | 27–9   | 14–4    | 13–5    | 2001   | 5      |
| Ivo Heuberger                 | 1–5    | 0–3     | 1–2     | 1999   | 1      |
| Martina Hingisová             | 21–6   | 14–0    | 7–6     | 1996   | 4      |
| Jakob Hlasek                  | 9–5    | 5–2     | 4–3     | 1991   | 3      |
| Manuela Malejeva-Fragniereová | 11–7   | 6–3     | 5–4     | 1991   | 4      |
| Claudio Mezzadri              | 2–2    | 1–1     | 1–1     | 1993   | 1      |
| Marc Rosset                   | 7–5    | 4–2     | 3–3     | 1996   | 2      |
| Miroslava Vavrinecová         | 1–5    | 0–3     | 1–2     | 2002   | 1      |

## Výsledky
| Rok   | Fáze soutěže     | Místo konání         | Soupeř         | Výsledek | Stav   |
| ----- | ---------------- | -------------------- | -------------- | -------- | ------ |
| 1991  | čtvrtfinále      | Burswood Dome, Perth | Austrálie      | 3–0      | výhra  |
| 1991  | semifinále       | Burswood Dome, Perth | Spojené státy  | 1–2      | prohra |
| 1992  | čtvrtfinále      | Burswood Dome, Perth | SNS            | 2–1      | výhra  |
| 1992  | semifinále       | Burswood Dome, Perth | Španělsko      | 3–0      | výhra  |
| 1992  | finále           | Burswood Dome, Perth | Československo | 2–1      | vítěz  |
| 1993  | 1. kolo          | Burswood Dome, Perth | Japonsko       | 2–1      | výhra  |
| 1993  | čtvrtfinále      | Burswood Dome, Perth | Španělsko      | 0–3      | prohra |
| 1994  | 1. kolo          | Burswood Dome, Perth | Nizozemsko     | 2–1      | výhra  |
| 1994  | čtvrtfinále      | Burswood Dome, Perth | Česko          | 1–2      | prohra |
| 19961 | základní skupina | Burswood Dome, Perth | Austrálie      | 2–1      | výhra  |
| 19961 | základní skupina | Burswood Dome, Perth | Nizozemsko     | 2–1      | výhra  |
| 19961 | základní skupina | Burswood Dome, Perth | Německo        | 3–0      | výhra  |
| 19961 | finále           | Burswood Dome, Perth | Chorvatsko     | 1–2      | prohra |
| 19972 | základní skupina | Burswood Dome, Perth | Rumunsko       | 2–1      | výhra  |
| 19972 | základní skupina | Burswood Dome, Perth | Jižní Afrika   | 1–2      | prohra |
| 19972 | základní skupina | Burswood Dome, Perth | Německo        | 3–0      | výhra  |
| 1999  | základní skupina | Burswood Dome, Perth | Slovensko      | 1–2      | prohra |
| 1999  | základní skupina | Burswood Dome, Perth | Spojené státy  | 2–1      | výhra  |
| 1999  | základní skupina | Burswood Dome, Perth | Švédsko        | 1–2      | prohra |
| 2001  | základní skupina | Burswood Dome, Perth | Thajsko        | 3–0      | výhra  |
| 2001  | základní skupina | Burswood Dome, Perth | Austrálie      | 3–0      | výhra  |
| 2001  | základní skupina | Burswood Dome, Perth | Jižní Afrika   | 2–1      | výhra  |
| 2001  | finále           | Burswood Dome, Perth | Spojené státy  | 2–1      | vítěz  |
| 2002  | základní skupina | Burswood Dome, Perth | Austrálie      | 0–3      | prohra |
| 2002  | základní skupina | Burswood Dome, Perth | Španělsko      | 0–3      | prohra |
| 2002  | základní skupina | Burswood Dome, Perth | Argentina      | 2–1      | výhra  |
| 2017  | základní skupina | Perth Arena, Perth   | Velká Británie | 3–0      | výhra  |
| 2017  | základní skupina | Perth Arena, Perth   | Německo        | 2–1      | výhra  |
| 2017  | základní skupina | Perth Arena, Perth   | Francie        | 1–2      | prohra |
| 2018  | základní skupina | Perth Arena, Perth   | Japonsko       | 3–0      | výhra  |
| 2018  | základní skupina | Perth Arena, Perth   | Rusko          | 3–0      | výhra  |
| 2018  | základní skupina | Perth Arena, Perth   | Spojené státy  | 3–0      | výhra  |
| 2018  | finále           | Perth Arena, Perth   | Německo        | 2–1      | vítěz  |
| 2019  | základní skupina | Perth Arena, Perth   | Velká Británie | 3–0      | výhra  |
| 2019  | základní skupina | Perth Arena, Perth   | Spojené státy  | 2–1      | výhra  |
| 2019  | základní skupina | Perth Arena, Perth   | Řecko          | 1–2      | prohra |
| 2019  | finále           | Perth Arena, Perth   | Německo        | 2–1      | vítěz  |

- 1 Během smíšené čtyřhry ve finále 1996 proti Chorvatsku musel švýcarský pár utkání za stavu 5–5 v rozhodujícím setu skrečovat pro zranění ruky Marca Rosseta. Příčinou byla frustrace z neproměnění čtyř mečbolů, které švýcarská dvojice měla za stavu her 5–4 při Ivaniševićově podání. Po jejich nevyužití udeřil Rosset rukou do opěradla a po několika míčích dalšího gamu nemohl v zápasu pokračovat. Rozhodující duel i vítězství v celém turnaji tak připadlo Chorovatsku.[5]
- 2 V roce 1997 zabránilo zranění zad v účasti Marca Rosseta ve dvouhrách proti Rumunsku a Jihoafrické republice a smíšené čtyřhry proti druhému z nich. Zápasy tak připadly soupeřům bez boje.[6]